# 整嵌晶蛭
整嵌晶蛭（学名：Theromyzon tessulatum）为舌蛭科晶蛭属的动物，俗名变形蛭、整嵌原扁蛭。分布于美国、加拿大、南美洲、欧洲、亚洲的全北区和新热带区以及中国大陆的西藏、东北等地，可营寄生生活，能暂时寄生在水禽的口腔和鼻腔等处。该物种的模式产地在欧洲。